# Cochirleanca
Cochirleanca – wieś w Rumunii, w okręgu Buzău, w gminie Cochrileanca. W 2011 roku liczyła 2428 mieszkańców.